# Oakwood (Texas)
Oakwood é uma cidade  localizada no estado norte-americano de Texas, no Condado de Freestone e Condado de Leon.

## Demografia
Segundo o censo norte-americano de 2000, a sua população era de 471 habitantes.
Em 2006, foi estimada uma população de 502, um aumento de 31 (6.6%).

## Geografia
De acordo com o United States Census Bureau tem uma área de
2,8 km², dos quais 2,8 km² cobertos por terra e 0,0 km² cobertos por água. Oakwood localiza-se a aproximadamente 92 m acima do nível do mar.

## Localidades na vizinhança
O diagrama seguinte representa as localidades num raio de 36 km ao redor de Oakwood.